# Knellesberger Moos

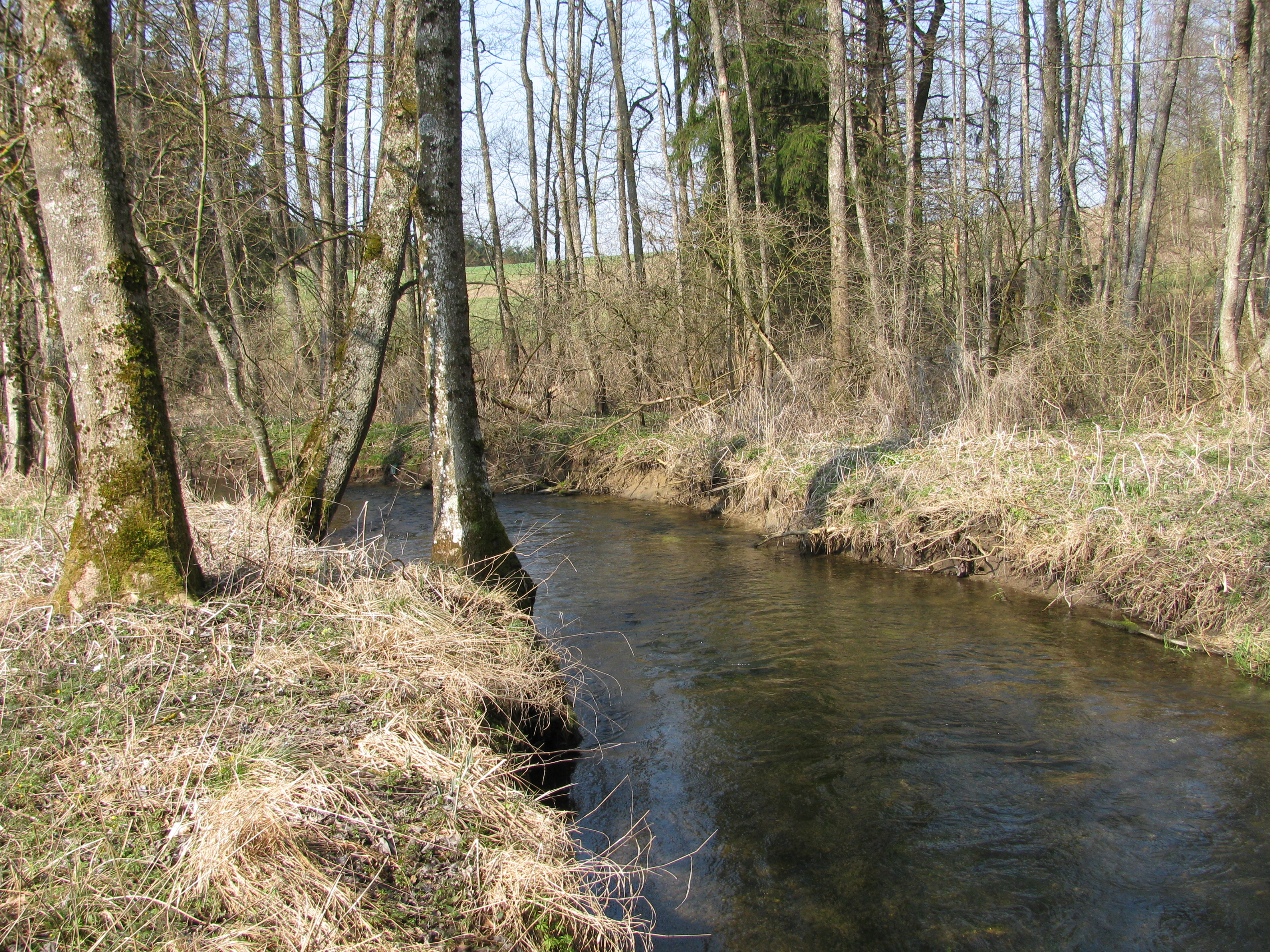
Die Schwarzach im Knellesberger Moos

Das Gebiet Knellesberger Moos ist ein mit Verordnung vom 28. August 1996 des Regierungspräsidiums Tübingen ausgewiesenes Naturschutzgebiet (NSG-Nummer 4.268) im Osten der baden-württembergischen Gemeinde Meckenbeuren, im Norden der Stadt Tettnang (beide Bodenseekreis) und im Süden der Stadt Ravensburg (Gemarkung Eschach, Landkreis Ravensburg) in Deutschland. Das Naturschutzgebiet ist vom Landschaftsschutzgebiet Knellesberger Moos (zwei Teilgebiete, LSG-Nr. 4.35.039 und 4.36.073) umgeben.

## Lage
Das 39 Hektar große Naturschutzgebiet und das 22 Hektar große Landschaftsschutzgebiet Knellesberger Moos gehören naturräumlich zum Westallgäuer Hügelland. Das Naturschutzgebiet liegt rund viereinhalb Kilometer östlich von Meckenbeuren und etwa zwei Kilometer südöstlich des Ortsteils Liebenau, zwischen den Weilern Madenreute, Wiedenbach und Siggenweiler, auf einer Höhe von 519 bis 541 m ü. NN. Durch das NSG fließt Richtung Westen die Schwarzach zur Schussen.

## Schutzzweck
Wesentlicher Schutzzweck ist die Erhaltung und Förderung eines weiten Wiesentals, dessen landschaftliche Schönheit und Eigenart durch den fast durchgängig frei mäandrierenden und weitgehend natürlichen oder naturnahen mit galeriewaldartigen Ufergehölz gesäumtem Bachlauf der Schwarzach geprägt ist, der Erhalt und die Pflege der an die Schwarzach anschließenden Nass-, Feucht- und Streuwiesen, der Reste eines Versumpfungsmoores sowie einer Enzian-Pfeifengraswiese, Streuobstwiesen, naturnaher Auwaldelemente, Röhrichtbestände mit ihren zum Teil stark gefährdeten Tier- und Pflanzenarten, die Sicherung eines besonders reichhaltigen Biotopmosaiks, insbesondere der Schutz, die Vorsorge und Pflege vielfältiger und artenreicher Pflanzen- und Tiergemeinschaften, der Erhalt und die Entwicklung des Knellesberger Mooses und seiner Umgebung als Zeugnis der Naturgeschichte, Landeskunde und -kultur und die Entwicklung eines Verbundes naturnaher Biotope, wobei vor allem auf den landwirtschaftlich genutzten Ergänzungs- und Pufferflächen am Rande des Schutzgebiets durch Extensivierungs- und Renaturierungsmaßnahmen alte Formen der Landnutzung gepflegt und wiederbegründet werden sollen.
Schutzzweck des Landschaftsschutzgebietes ist die Erhaltung und die Entwicklung der für das Naturschutzgebiet notwendigen Ergänzungsräume und Pufferzonen mit dem für den Übergang der an der Schwarzach bachaufwärts gelegenen Allgäulandschaft zu dem unterhalb gelegenen Bodenseebecken typischen Landschaftsbild und Geländerelief.

### Flora und Fauna

#### Flora
Aus der schützenswerten Flora sind folgende Pflanzenarten (Auswahl) zu nennen:
- Frühlingsknotenblume (Leucojum vernum), auch Märzenbecher oder Großes Schneeglöckchen genannt; eine Art aus der Familie der Amaryllisgewächse (Amaryllidaceae)
- Schwalbenwurz-Enzian (Gentiana asclepiadea); ein Vertreter aus der Gattung Enzian (Gentiana).
- Breitblättriges Knabenkraut (Dactylorhiza majalis); ein Vertreter aus der Gattung Orchideen (Orchidaceae).
- Sumpf-Schwertlilie (Iris pseudacorus), auch Gelbe Schwertlilie genannt